# Dayton (Tennessee)
Dayton è una città degli Stati Uniti d'America, situata nello Stato del Tennessee, nella Contea di Rhea, della quale è il capoluogo.